# Keller, Washington
Keller är en ort i Ferry County i delstaten Washington, USA.